# Valea Viilor (gmina)
Valea Viilor – gmina w Rumunii, w okręgu Sybin. Obejmuje miejscowości Motiș i Valea Viilor. W 2011 roku liczyła 1873 mieszkańców.